# Gularia Bhindara
Gularia Bhindara è una suddivisione dell'India, classificata come nagar panchayat, di 6.509 abitanti, situata nel distretto di Pilibhit, nello stato federato dell'Uttar Pradesh. 